# Rockin' in My Outer Space
Rockin' in My Outer Space è il nono album in studio del gruppo musicale Helix, uscito nel 2004 per l'etichetta discografica Dirty Dog Records.

## Tracce
1. Space Junk
2. Rockin' in My Outer Space
3. It's Hard to Feel the Sunshine When Your Heart Is Filled With Rain
4. Six Feet Underground
5. Lint & Pennies
6. Everybody's Got Their Cross to Bear
7. Stumblin' Blind
8. King of the Hill
9. Ballad of Sam & Mary
10. Panic
11. Sunny Summer Daze

## Formazione
- Brian Vollmer - vocals
- Shaun Sanders - chitarra
- Dan Fawcett - chitarra
- Jeff Fountain - basso
- Archie Gamble - batteria